# Egila de Osma
Para otros personajes de nombre similar, véase Egila.
Egila o Gila fue un eclesiástico visigodo, obispo de Osma en el siglo VII. 
Debió ser consagrado poco antes del 633, pues en las actas del IV Concilio de Toledo, celebrado este año durante el reinado de Sisenando, suscribió el último de los prelados por orden de antigüedad; también asistió personalmente a los concilios V y VI convocados por el rey Chintila en 636 y 638, y al VII reunido por Chindasvinto en el 646; en el concilio VIII del año 653 estuvo representado por el presbítero Godescalco (posteriormente su sucesor en la sede), y en el X, celebrado en el 656 ya en tiempos de Recesvinto, por el abad Argefredo.